# Marijke Wuthrich-van der Vlist
Marijke Wuthrich-van der Vlist (Utrecht, 24 mei 1929 – Amsterdam, 4 februari 2007) was een Nederlands feminist en Tweede Kamerlid.

## Familie
Wuthrich was een dochter van Hendrik (Henk) van der Vlist en Margaretha Helena (Greet) Veenstra. Haar vader was beroepskeuzeadviseur en wethouder van onder andere personeelszaken en onderwijs van Utrecht (1946-1970). Haar moeder was directie-secretaresse. Ze trouwde in 1953 met Ferdinand Hendrik Wuthrich. Uit dit huwelijk werden vier kinderen geboren.

## Loopbaan
Wuthrich bezocht het gymnasium en werkte vervolgens in de verpleging. Ze was korte tijd administratrice en werkte van 1965 tot 1970 als beroepskeuzeadviseur.
Ze werd actief in de vrouwenbeweging en politiek als lid van het hoofdbestuur van de feministische actiegroep Man Vrouw Maatschappij (1971-1973) en lid van de partijraad van de PvdA (1973-1978). Ze sloot zich aan bij de
Rooie Vrouwen in de PvdA en was daar plaatsvervangend contactvrouw / vicevoorzitter (1973-1979) en internationaal secretaris (1973-1978). In 1978 werd ze verkozen tot gemeenteraadslid van Amsterdam, maar nam daarin geen zitting. Later dat jaar werd ze verkozen tot lid van de Tweede Kamer (1978-1981). Ze hield zich als Tweede Kamerlid vooral bezig met emancipatie-aangelegenheden en daarnaast met defensiepersoneel en sport. Ze wist zich in de fractie onvoldoende een positie te verwerven en zag in 1981 teleurgesteld af van een tweede periode als Kamerlid.
Wuthrich was bestuurslid van gezondheidscentrum "De Roerdomp" te Nieuwegein (1982-1987) en werd in 1987 ambtenaar van de burgerlijke stand aldaar. Vanaf 1988 was ze voorzitter van het Centraal Overlegorgaan Samenwerkende Ouderenbonden en twee jaar later werd ze lid van het hoofdbestuur van de ANBO.
Wuthrich-van der Vlist overleed op 77-jarige leeftijd.
- Biografisch Portaal: 75254836
- Parlement.com: vg09llmdldyt